# Compiano

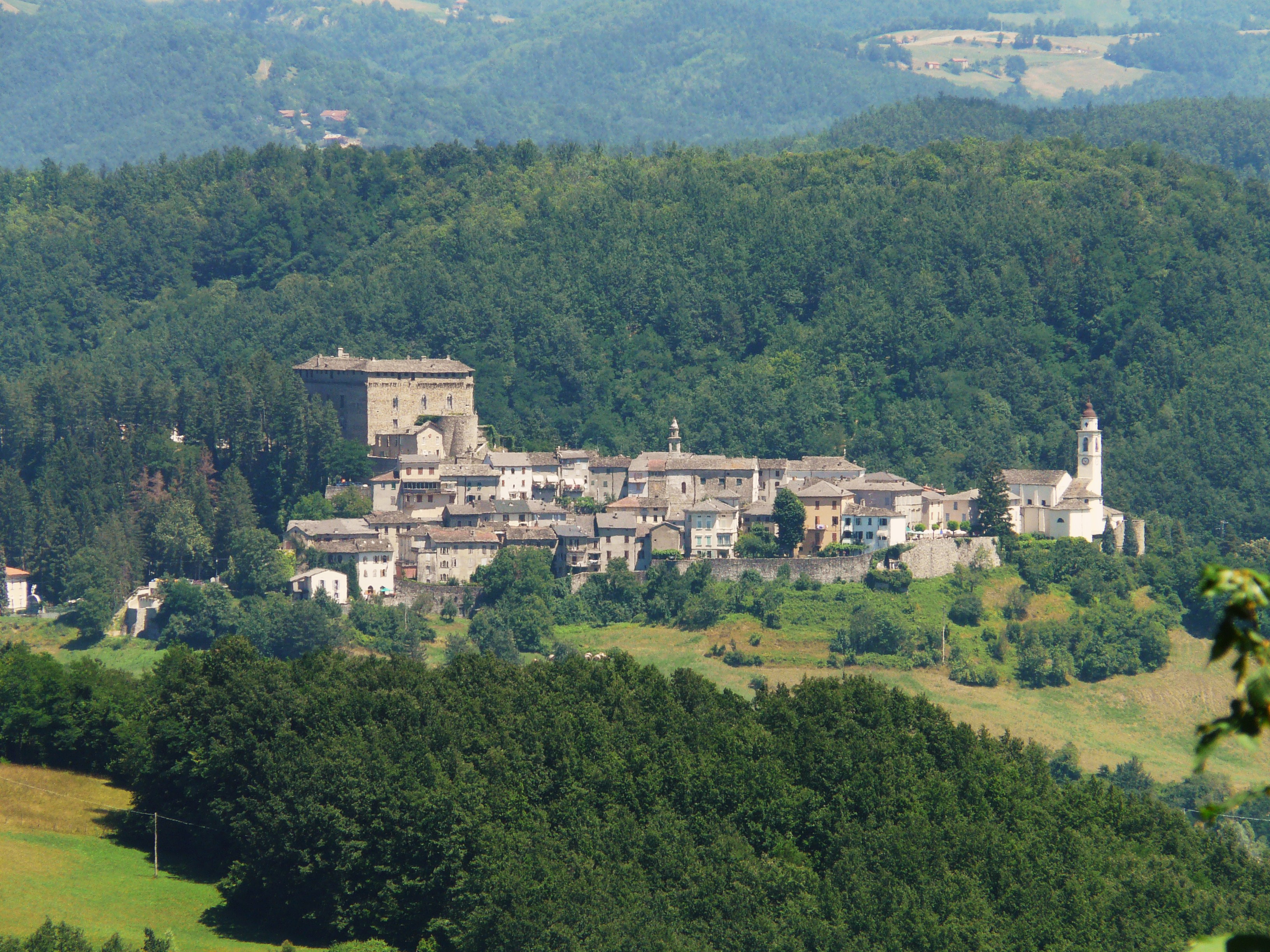
Compiano

Compiano is een gemeente in de Italiaanse provincie Parma (regio Emilia-Romagna) en telt 1074 inwoners (31-12-2004). De oppervlakte bedraagt 37,2 km², de bevolkingsdichtheid is 30 inwoners per km².
De volgende frazioni maken deel uit van de gemeente: Vedi elenco.

## Demografie
Compiano telt ongeveer 487 huishoudens. Het aantal inwoners steeg in de periode 1991-2001 met 1,6% volgens cijfers uit de tienjaarlijkse volkstellingen van ISTAT.
| Jaar | Inwoneraantal |
| ---- | ------------- |
| 1991 | 1080          |
| 2001 | 1097          |

## Geografie
Compiano grenst aan de volgende gemeenten: Albareto, Bardi, Bedonia, Borgo Val di Taro, Tornolo.